# Ампирная колонна (проект Полисского)
«Ампи́рная коло́нна» — художественный проект Николая Полисского и Никола-Ленивецких промыслов 2003 года в Центральном выставочном зале «Манеж» в Москве в рамках выставки «Арт-Манеж».

## Описание
Григорий Ревзин так написал об увиденной им на выставке «Арт-Манеж» «Ампирной колонне» Полисского:
...Это главный объект выставки, огромная колонна, сплетённая по технологии корзины Николаем Полисским. <...> Эта колонна продолжает серию его зиккуратов из сена, Эйфелевой башни из хвороста, гигантского акведука из снега и средневекового замка из берёзовых поленьев. По замыслу она, видимо, должна была вписаться в колонный ряд Манежа, но не вписалась. Она стоит отдельно, совершенно невозможная по форме (это колонна-трёхстволка), гордая и прекрасная, это фантастический памятник русской технологии и русскому чувству формы. Людям, которые плетут колонны из корзин, неведомы противопоставления актуального и салонного, продажного и чистого искусства, их колонна величественна, как Александрийский столп, и сияет как ёлочка — она создаёт вокруг себя небольшую зону настоящего праздника.